# Phymaturus laurenti
Phymaturus laurenti — вид ігуаноподібних ящірок родини Liolaemidae. Ендемік Аргентини.

## Поширення і екологія
Phymaturus laurenti відомі з типової місцевості, розташованої в горах у провінції Катамарка. Вони живуть на високогірних луках пуна, серед скель, на висоті від 3500 до 4500 м над рівнем моря. Живляться рослинністю, є живородними.